# Berkovica
Berkovica (búlgaro: Берковица) é uma cidade da Bulgária, localizada no distrito de Montana. A sua população era de 13,917 habitantes segundo o censo de 2010.

## População
| Berkovica | Berkovica | Berkovica | Berkovica | Berkovica | Berkovica | Berkovica | Berkovica | Berkovica | Berkovica | Berkovica | Berkovica | Berkovica | Berkovica | Berkovica | Berkovica | Berkovica | Berkovica | Berkovica | Berkovica |
| --- | --------- | --------- | --------- | --------- | --------- | --------- | --------- | --------- | --------- | --------- | --------- | --------- | --------- | --------- | --------- | --------- | --------- | --------- | --------- |
| Ano | 1887      | 1910      | 1934      | 1946      | 1956      | 1965      | 1975      | 1985      | 1992      | 2001      | 2002      | 2003      | 2004      | 2005      | 2006      | 2007      | 2008      | 2009      | 2010      |
| População |           |           |           | 6,876     | 9,227     | 11,562    | 16,167    | 16,420    | 16,146    | 15,533    | 15,459    | 15,358    | 15,033    | 14,770    | 14,460    | 14,382    | 14,189    | 14,060    | 13,917    |
| Fontes: Instituto Nacional de Estatísticas, „citypopulation.de“, „pop-stat.mashke.org“, Bulgarian Academy of Sciences |           |           |           |           |           |           |           |           |           |           |           |           |           |           |           |           |           |           |           |